# Wieleń (powiat wolsztyński)
Wieleń – wieś w Polsce położona w województwie wielkopolskim, w powiecie wolsztyńskm, w gminie Przemęt nad Jeziorem Wieleńskim na obszarze Przemęckiego Parku Krajobrazowego, w połowie drogi pomiędzy Wolsztynem i Wschową (droga wojewódzka nr 305), na trasie szlaku cysterskiego.

## Historia
Wieś pierwotnie związana była z Wielkopolską i była notowana już w średniowieczu, co najmniej od połowy XIII wieku. Nazwa po raz pierwszy odnotowana w dokumencie zapisanym po łacinie z 1252 jako Wielen, 1278 Veleno, 1278 Wielein, 1290 Velen, 1303 Lacus Sancte Marie, 1304 Velenis, Lacus Sancte Marie, 1305 Velensis, 1311 Velen, 1326 Felen, 1354 Vielen, 1358 błędnie Wedel, 1380 Wyelyme, 1391 Velun, 1401 Welin, 1408 Welen, 1419 Welyn, 1422 Velyn, 1447 Felyn.
Miejscowość początkowo była własnością książęcą, potem rycerską, a następnie kościelną, należącą do opactwa cystersów z siedzibą kolejno w Ptowie, Wieleniu i Przemęcie. W 1252 miejscowość leżała w kasztelanii przemęckiej. W 1563 w powiecie poznańskim Korony Królestwa Polskiego i należała wtedy do parafii św. Piotra pod Przemętem, a w 1619 do parafii Stary Klasztor.
W 1252 książę wielkopolski Przemysł I nadał komesowi Beniaminowi Zarembie dziedziny Ptowo (dawna nazwa Kaszczora), Wieleń, Łupice oraz Obrzycę w okręgu przemęckim, uwalniając te dobra od danin i posług dla grodu Przemęt, nadał wsi immunitet postanawiając, że ich mieszkańcy będą sądzeni tylko przez sędziego książęcego lub wojewodę, pozwani pieczęcią samego księcia. Pod koniec XIII wieku w 1278 wojewoda Beniamin Zaremba nadał dziedzinę Wieleń cystersom wieleńskim wraz z immunitetem przenosząc ją na prawo niemieckie. W 1370 wieś była własnością klasztoru cysterskiego w Wieleniu, a w 1533 należała do opactwa przemęckiego.
Z przybyciem zakonników wiąże się również rozwój kultu maryjnego w tej okolicy. Obecnie jest tu kościół w stylu późnego baroku, pod wezwaniem Narodzenia NMP, będącym sanktuarium Matki Boskiej z Dzieciątkiem – Ucieczki Grzeszników. W parku przy kościele znajduje się dworek – dawna siedziba majątku ziemskiego.
Wieś odnotowały historyczne rejestry podatkowe. W 1563 miał miejsce pobór podatków od zagrodników oraz od młyna wodnego, dziedzicznego, o dwóch kołach walnych. W 1566 pobór odbył się od dwóch zagrodników z rolami oraz młyna o dwóch kołach.
W 1619 w czasie wizytacji parafii w Starym Klasztorze odnotowano, że z folwarku wieleńskiego płacono plebanowi dziesięcinę snopową po 4 kopy żyta i owsa, a sołtys oraz zagrodnik z Wielenia płacili po jednym korcu żyta i owsa. We wsi znajdowała się wówczas drewniana kaplica pod wezwaniem NMP, która była zrujnowana i wymagała naprawy. Z powodu starego zwyczaju w święta maryjne schodziło się do kaplicy wielu ludzi i do odprawiania nabożeństw przyjeżdżał wówczas pleban lub wikariusz ze Starego Klasztoru.
Wieś duchowna, własność opata cystersów w Przemęcie pod koniec XVI wieku leżała w powiecie kościańskim województwa poznańskiego w Rzeczypospolitej Obojga Narodów.
W wyniku II rozbioru Rzeczypospolitej w 1793, miejscowość przeszła w posiadanie Prus i jak cała Wielkopolska znalazła się w zaborze pruskim. W okresie Wielkiego Księstwa Poznańskiego (1815-1848) miejscowość wzmiankowana jako Wieleń należała do wsi większych w ówczesnym powiecie babimojskim rejencji poznańskiej. Wieleń należał do kaszczorskiego okręgu policyjnego tego powiatu i stanowił część majątku Kaszczor, który należał wówczas do rządu Królestwa Prus w Berlinie. Według spisu urzędowego z 1837 roku Wieleń liczył 143 mieszkańców, którzy zamieszkiwali 15 dymów (domostw).

## Kościół

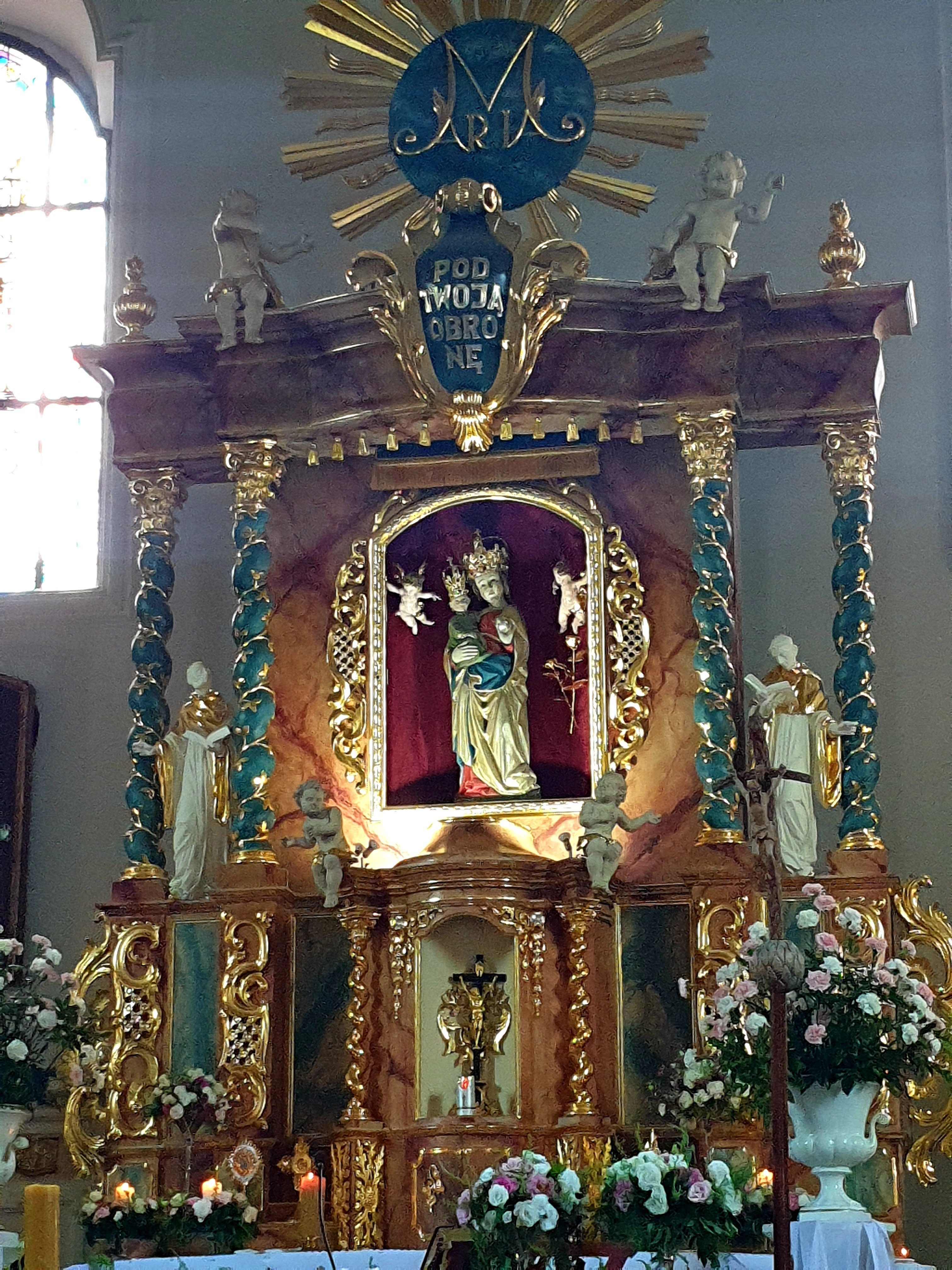
Cudowna Figura Matki Bożej Wieleńskiej w ołtarzu głównym

Późnobarokowy kościół Nawiedzenia NMP na planie krzyża łacińskiego, zbudowany przez cystersów przemęckich w latach 1731–1742, obecnie sanktuarium Matki Bożej Wieleńskiej Ucieczki Grzeszników. Wyposażenie wnętrza barokowe, z polichromią Teodora Szukały z 1961. W zakrystii stare freski, które po prawej stronie od wejścia mają ukryte twarze ludzkie widoczne spod farby (poz. nr 18 w galerii sanktuarium – ponad łukiem drzwi). W ołtarzu głównym, przebudowanym w latach 1952–1953 z użyciem fragmentów barokowych, znajduje się najcenniejszy zabytek – będąca celem licznych pielgrzymek, słynąca cudami, gotycka rzeźba Matki Boskiej z Dzieciątkiem „Ucieczki Grzeszników” z drugiej połowy XV w. 3 lipca 2005 została ona koronowana koronami papieskimi pobłogosławionymi przez Jana Pawła II w październiku 2004. Przy południowej ścianie transeptu późnorenesansowy ołtarzyk z lat 1630–1640. W owalnej kaplicy Męki Pańskiej przez wielu pielgrzymów uznawany za cudowny barokowy krucyfiks z ok. 1700. Przy kościele plac dla pielgrzymów z drewnianymi podcieniami, pod którymi znajdują się stacje Drogi Krzyżowej.

## Charakterystyka
Wieleń jest ośrodkiem letniego wypoczynku i wraz z otaczającymi ją jeziorami i lasami daje możliwość uprawiania turystyki rowerowej, pieszej, konnej i wodnej. Znajduje się tutaj wiele ośrodków wypoczynkowych, domków kempingowych, pole namiotowe, baza gastronomiczna i stara stajnia, dająca możliwość aktywnego wypoczynku w siodle. Przez Wieleń i jezioro Wieleńskie przechodzi wodny, kajakowy „Szlak Konwaliowy”.